# 熊本県道296号円通寺志岐線
熊本県道296号円通寺志岐線（くまもとけんどう296ごう えんつうじしきせん）は、熊本県天草郡苓北町を通る一般県道である。

## 概要
円通寺地区から国道389号をつなぐ短い路線。

### 路線データ
- 起点：天草郡苓北町志岐
- 終点：天草郡苓北町志岐（国道389号交点）
- 総距離：0.9 km（実走距離）

## 歴史
- 1960年（昭和35年）4月1日 - 路線認定

## 地理

### 通過する自治体
- 天草郡苓北町

### 交差する道路
| 交差する道路             | 交差する場所 | 交差する場所     |
| ------------------------ | ------------ | ---------------- |
| 国道324号 国道389号 重複 | 志岐         | 志岐交番前交差点 |
| 国道389号                | 志岐         | 終点             |

### 沿線
- 天草警察署 苓北交番